# Minas Tênis Clube 2023-2024 (pallavolo femminile)
Questa voce raccoglie le informazioni riguardanti il Minas Tênis Clube nella stagione 2023-2024.

## Stagione
Il Minas Tênis Clube utilizza la denominazione sponsorizzata Gerdau/Minas nella stagione 2023-24.
Partecipa alla Superliga Série A ottenendo un terzo posto in regular season: ai play-off scudetto supera il Fluminense ai quarti di finale e l'Osasco in semifinale, andando a conquistare il suo sesto titolo nazionale ai danni del Praia Clube.
In ambito nazionale si aggiudica la sua prima Supercoppa brasiliana contro il Praia Clube, mentre in Coppa del Brasile, dopo aver sconfitto Amavolei e Fluminense, perde in finale nel classifico contro il club di Uberlândia.
A livello internazionale partecipa al campionato mondiale, classificandosi al quinto posto, e al campionato sudamericano, dove si laurea campione continentale per la quinta volta grazie al successo in finale sulle giallo-nere di Uberlândia; in ambito locale, invece, disputa la finale del Campionato Mineiro, persa nell'ennesima finale contro il Praia Clube.

## Organigramma societario
Area direttiva
- Presidente: Ricardo Vieira Santiago

Area tecnica
- Allenatore: Nicola Negro
- Assistente allenatore: Rodrigo Fuentealba
- Preparatore atletico: Alexandre Ferreira

Area sanitaria
- Fisioterapista: Ricardo Pereira

## Rosa
| N° | Nome               | Ruolo | Data di nascita  | Nazionalità sportiva |
| -- | ------------------ | ----- | ---------------- | -------------------- |
| 1  | Francine Tomazoni  | P     | 5 novembre 1991  | Brasile              |
| 2  | Caroline Gattaz    | C     | 27 luglio 1981   | Brasile              |
| 3  | Giovana Pires      | C     | 18 ottobre 2007  | Brasile              |
| 4  | Victoria David     | S     | 30 giugno 2006   | Brasile              |
| 5  | Priscila Daroit    | S     | 10 agosto 1988   | Brasile              |
| 6  | Thaísa de Menezes  | C     | 15 maggio 1987   | Brasile              |
| 7  | Nyeme Costa        | L     | 11 ottobre 1998  | Brasile              |
| 8  | Júlia Kudiess      | C     | 2 gennaio 2003   | Brasile              |
| 9  | Kisy do Nascimento | O     | 28 gennaio 2000  | Brasile              |
| 10 | Jenna Gray         | P     | 28 febbraio 1998 | Stati Uniti          |
| 11 | Annie Mitchem      | S     | 22 aprile 1994   | Stati Uniti          |
| 12 | Larissa Fortes     | L     | 16 agosto 2004   | Brasile              |
| 13 | Stephanie Miguel   | O     | 3 maggio 2007    | Brasile              |
| 14 | Luiza Vicente      | S     | 22 luglio 2004   | Brasile              |
| 16 | Yonkaira Peña      | S     | 10 maggio 1993   | Rep. Dominicana      |
| 18 | Rebeca Silva       | C     | 21 aprile 2004   | Brasile              |

## Mercato
| Acquisti | Acquisti          | Acquisti  | Acquisti   |
| R.       | Nome              | da        | Modalità   |
| -------- | ----------------- | --------- | ---------- |
| P        | Jenna Gray        | RC Cannes | definitivo |
| S        | Annie Mitchem     | Kuzeyboru | definitivo |
| P        | Francine Tomazoni | Amavolei  | definitivo |

| Cessioni | Cessioni         | Cessioni                | Cessioni   |
| R.       | Nome             | a                       | Modalità   |
| -------- | ---------------- | ----------------------- | ---------- |
| L        | Isa Bento        | Texas Rio Grande Valley | definitivo |
| P        | Priscila Heldes  | Fluminense              | definitivo |
| P        | Larissa Mendes   | Georgia Tech            | definitivo |
| P        | Jackeline Moreno | Pinheiros               | definitivo |
| S        | Priscila Souza   | Praia Clube             | definitivo |

## Risultati

### Superliga Série A

#### Girone di andata
| 1ª giornata - 9 novembre 2023 Arena Juscelino Kubitschek, Belo Horizonte     | Minas          | 3 - 1 | Blumenau    | 12-25, 25-17, 25-23, 25-20       |
| 2ª giornata - 14 novembre 2023 Arena Juscelino Kubitschek, Belo Horizonte    | Minas          | 3 - 0 | Brasília    | 25-23, 25-23, 25-23              |
| 3ª giornata - 22 novembre 2023 Ginásio Francisco Bueno Neto, Maringá         | Amavolei       | 1 - 3 | Minas       | 23-25, 18-25, 25-17, 21-25       |
| 4ª giornata - 25 novembre 2023 Arena Juscelino Kubitschek, Belo Horizonte    | Minas          | 3 - 0 | Barueri     | 25-21, 25-19, 25-19              |
| 5ª giornata - 2 dicembre 2023 Ginásio Henrique Villaboim, San Paolo          | Pinheiros      | 0 - 3 | Minas       | 21-25, 17-25, 19-25              |
| 6ª giornata - 8 dicembre 2023 Arena Juscelino Kubitschek, Belo Horizonte     | Minas          | 3 - 0 | Bauru       | 25-19, 25-18, 25-23              |
| 7ª giornata - 29 novembre 2023 Ginásio da Hebraica, Rio de Janeiro           | Fluminense     | 3 - 2 | Minas       | 22-25, 27-25, 25-21, 22-25, 15-8 |
| 8ª giornata - 18 novembre 2023 Ginásio do Tijuca Tênis Clube, Rio de Janeiro | Rio de Janeiro | 2 - 3 | Minas       | 17-25, 25-23, 25-23, 17-25, 9-15 |
| 9ª giornata - 7 gennaio 2024 Ginásio Professor José Liberatti, Osasco        | Osasco         | 3 - 1 | Minas       | 25-16, 25-23, 12-25, 25-17       |
| 10ª giornata - 10 gennaio 2024 Ginásio Milton Feijão, São Caetano do Sul     | São Caetano    | 1 - 3 | Minas       | 20-25, 15-25, 25-23, 23-25       |
| 11ª giornata - 14 gennaio 2024 Arena Juscelino Kubitschek, Belo Horizonte    | Minas          | 2 - 3 | Praia Clube | 25-17, 25-18, 22-25, 37-39, 9-15 |

#### Girone di ritorno
| 12ª giornata - 20 gennaio 2024 Ginásio Sebastião Cruz, Blumenau            | Blumenau    | 2 - 3 | Minas          | 13-25, 25-21, 24-26, 25-21, 10-15 |
| 13ª giornata - 25 gennaio 2024 Ginásio Sesi Taguatinga, Brasilia           | Brasília    | 3 - 2 | Minas          | 25-27, 25-20, 25-18, 22-25, 15-11 |
| 14ª giornata - 1º febbraio 2024 Arena Juscelino Kubitschek, Belo Horizonte | Minas       | 3 - 0 | Amavolei       | 25-16, 25-23, 25-16               |
| 15ª giornata - 6 febbraio 2024 Sportville CT, Barueri                      | Barueri     | 3 - 2 | Minas          | 25-22, 25-22, 15-25, 17-25, 15-9  |
| 16ª giornata - 10 febbraio 2024 Arena Juscelino Kubitschek, Belo Horizonte | Minas       | 3 - 1 | Pinheiros      | 15-25, 25-18, 25-22, 25-14        |
| 17ª giornata - 23 febbraio 2024 Ginásio Poliesportivo Paulo Skaf, Bauru    | Bauru       | 1 - 3 | Minas          | 24-26, 25-18, 19-25, 19-25        |
| 18ª giornata - 29 febbraio 2024 Arena Juscelino Kubitschek, Belo Horizonte | Minas       | 3 - 1 | Fluminense     | 25-21, 23-25, 25-21, 25-23        |
| 19ª giornata - 9 marzo 2024 Arena Juscelino Kubitschek, Belo Horizonte     | Minas       | 1 - 3 | Rio de Janeiro | 15-25, 25-17, 17-25, 21-25        |
| 20ª giornata - 13 marzo 2024 Arena Juscelino Kubitschek, Belo Horizonte    | Minas       | 2 - 3 | Osasco         | 25-23, 25-22, 21-25, 21-25, 12-15 |
| 21ª giornata - 17 marzo 2024 Arena Juscelino Kubitschek, Belo Horizonte    | Minas       | 3 - 0 | São Caetano    | 25-14, 25-18, 25-18               |
| 22ª giornata - 23 marzo 2024 Ginásio Oranides do Nascimento, Uberlândia    | Praia Clube | 0 - 3 | Minas          | 23-25, 23-25, 21-25               |

#### Play-off scudetto
| Quarti di finale (gara 1) - 27 marzo 2024 Arena Juscelino Kubitschek, Belo Horizonte | Minas      | 3 - 0 | Fluminense  | 25-15, 25-17, 28-26        |
| Quarti di finale (gara 2) - 30 marzo 2024 Ginásio da Hebraica, Rio de Janeiro        | Fluminense | 0 - 3 | Minas       | 25-27, 20-25, 22-25        |
| Semifinali (gara 1) - 9 aprile 2024 Ginásio Professor José Liberatti, Osasco         | Osasco     | 1 - 3 | Minas       | 20-25, 18-25, 25-22, 20-25 |
| Semifinali (gara 2) - 13 aprile 2024 Arena Juscelino Kubitschek, Belo Horizonte      | Minas      | 3 - 1 | Osasco      | 25-23, 25-18, 15-25, 37-35 |
| Finale - 21 aprile 2024 Ginásio Geraldão, Recife                                     | Minas      | 3 - 1 | Praia Clube | 23-25, 25-21, 16-25, 21-25 |

### Coppa del Brasile
| Quarti di finale - 22 gennaio 2024 Arena Juscelino Kubitschek, Belo Horizonte | Minas       | 3 - 1 | Amavolei   | 23-25, 25-13, 25-14, 25-18        |
| Semifinali - 2 marzo 2024 Arena Multiuso, São José                            | Minas       | 3 - 1 | Fluminense | 25-20, 25-21, 17-25, 25-16        |
| Finale - 3 marzo 2024 Arena Multiuso, São José                                | Praia Clube | 3 - 2 | Minas      | 25-23, 29-27, 22-25, 16-25, 16-14 |

### Supercoppa brasiliana
| Finale - 3 novembre 2023 Arena Hall, Belo Horizonte | Praia Clube | 2 - 3 | Minas | 19-25, 26-24, 22-25, 25-21, 12-15 |

### Campionato mondiale

#### Fase a gironi
| 1ª giornata - 13 dicembre 2023 Yellow Dragon Sports Center, Hangzhou | Tianjin    | 3 - 0 | Minas | 25-22, 25-16, 25-20 |
| 2ª giornata - 14 dicembre 2023 Yellow Dragon Sports Center, Hangzhou | Eczacıbaşı | 3 - 0 | Minas | 25-19, 25-11, 25-18 |

### Campionato sudamericano

#### Fase a gironi
| 2ª giornata - 15 febbraio 2024 Ginásio Paulo Skaf, Bauru | Bauru | 1 - 3 | Minas           | 19-25, 25-18, 24-26, 17-25 |
| 3ª giornata - 16 febbraio 2024 Ginásio Paulo Skaf, Bauru | Minas | 3 - 0 | Club San Martín | 25-10, 25-13, 25-20        |

#### Fase finale
| Semifinale - 17 febbraio 2024 Ginásio Paulo Skaf, Bauru | Minas | 3 - 0 | Regatas Lima | 25-15, 25-21, 25-21               |
| Finale - 18 febbraio 2024 Ginásio Paulo Skaf, Bauru     | Minas | 3 - 2 | Praia Clube  | 24-26, 16-25, 25-19, 25-22, 15-11 |

## Statistiche

### Statistiche di squadra
| Competizione            | Punti | In casa | In casa | In casa | In trasferta | In trasferta | In trasferta | Totale | Totale | Totale |
| Competizione            | Punti | G       | V       | P       | G            | V            | P            | G      | V      | P      |
| ----------------------- | ----- | ------- | ------- | ------- | ------------ | ------------ | ------------ | ------ | ------ | ------ |
| Superliga Série A       | 48    | 13      | 10      | 3       | 13           | 9            | 4            | 27     | 20     | 7      |
| Coppa del Brasile       | -     | 1       | 1       | 0       | 0            | 0            | 0            | 3      | 2      | 1      |
| Supercoppa brasiliana   | -     | -       | -       | -       | -            | -            | -            | 1      | 1      | 0      |
| Campionato mondiale     | 0     | -       | -       | -       | -            | -            | -            | 2      | 0      | 2      |
| Campionato sudamericano | 6     | -       | -       | -       | -            | -            | -            | 4      | 4      | 0      |
| Totale                  | -     | 14      | 11      | 3       | 13           | 9            | 4            | 37     | 27     | 10     |

### Statistiche dei giocatori
| Giocatore        | Superliga Série A | Superliga Série A | Superliga Série A | Superliga Série A | Superliga Série A | Campionato mondiale | Campionato mondiale | Campionato mondiale | Campionato mondiale | Campionato mondiale | Campionato sudamericano | Campionato sudamericano | Campionato sudamericano | Campionato sudamericano | Campionato sudamericano |
| Giocatore        | P                 | PT                | AV                | MV                | BV                | P                   | PT                  | AV                  | MV                  | BV                  | P                       | PT                      | AV                      | MV                      | BV                      |
| ---------------- | ----------------- | ----------------- | ----------------- | ----------------- | ----------------- | ------------------- | ------------------- | ------------------- | ------------------- | ------------------- | ----------------------- | ----------------------- | ----------------------- | ----------------------- | ----------------------- |
| N. Costa         | 26                | 0                 | 0                 | 0                 | 0                 | 2                   | 0                   | 0                   | 0                   | 0                   | 3                       | 0                       | 0                       | 0                       | 0                       |
| P. Daroit        | 26                | 207               | 162               | 26                | 19                | 2                   | 5                   | 4                   | 1                   | 0                   | 3                       | 47                      | 36                      | 9                       | 2                       |
| V. David         | 6                 | 1                 | 1                 | 0                 | 0                 | 0                   | 0                   | 0                   | 0                   | 0                   | 1                       | 6                       | 5                       | 1                       | 0                       |
| T. de Menezes    | 23                | 292               | 194               | 73                | 25                | 2                   | 12                  | 8                   | 2                   | 2                   | 3                       | 43                      | 26                      | 13                      | 4                       |
| K. do Nascimento | 26                | 463               | 394               | 56                | 13                | 2                   | 18                  | 15                  | 2                   | 1                   | 3                       | 29                      | 24                      | 3                       | 2                       |
| L. Fortes        | 7                 | 0                 | 0                 | 0                 | 0                 | 0                   | 0                   | 0                   | 0                   | 0                   | 2                       | 7                       | 6                       | 1                       | 0                       |
| C. Gattaz        | 13                | 48                | 33                | 14                | 1                 | 0                   | 0                   | 0                   | 0                   | 0                   | 4                       | 10                      | 9                       | 0                       | 1                       |
| J. Gray          | 24                | 54                | 23                | 20                | 11                | -                   | -                   | -                   | -                   | -                   | 3                       | 10                      | 4                       | 5                       | 1                       |
| J. Kudiess       | 26                | 270               | 158               | 88                | 24                | 2                   | 17                  | 9                   | 7                   | 1                   | 3                       | 32                      | 15                      | 12                      | 5                       |
| S. Miguel        | 0                 | 0                 | 0                 | 0                 | 0                 | -                   | -                   | -                   | -                   | -                   | -                       | -                       | -                       | -                       | -                       |
| A. Mitchem       | 24                | 112               | 99                | 9                 | 4                 | 2                   | 5                   | 5                   | 0                   | 0                   | 3                       | 17                      | 12                      | 2                       | 3                       |
| Y. Peña          | 27                | 348               | 309               | 16                | 23                | 2                   | 13                  | 12                  | 0                   | 1                   | 3                       | 35                      | 31                      | 1                       | 3                       |
| G. Pires         | 1                 | 0                 | 0                 | 0                 | 0                 | 0                   | 0                   | 0                   | 0                   | 0                   | -                       | -                       | -                       | -                       | -                       |
| R. Silva         | 3                 | 13                | 8                 | 5                 | 1                 | 0                   | 0                   | 0                   | 0                   | 0                   | 1                       | 14                      | 10                      | 3                       | 1                       |
| F. Tomazoni      | 25                | 11                | 3                 | 3                 | 5                 | 2                   | 2                   | 1                   | 1                   | 0                   | 4                       | 6                       | 2                       | 1                       | 3                       |
| L. Vicente       | 14                | 5                 | 5                 | 0                 | 0                 | 0                   | 0                   | 0                   | 0                   | 0                   | 3                       | 12                      | 11                      | 1                       | 0                       |

P = presenze; PT = punti totali; AV = attacchi vincenti; MV = muri vincenti; BV = battute vincenti

NB: Non sono disponibili i dati relativi alla Coppa del Brasile, alla Supercoppa brasiliana e, di conseguenza, quelli totali.